# منتزة البراكين الوطني
منتزة البراكين الوطني (بالفرنسية: Parc National des Volcans، بالكينية الرواندية: Pariki y’Igihugu y’Ibirunga) هو منتزة يقع في شمال غرب رواندا ويحد منتزه فيرونغا الوطني في جمهورية الكونغو الديمقراطية ومتنزه مغاهينغا غوريلا الوطني في أوغندا. يعرف المنتزة الوطني بأنها ملاذ للغوريلا الجبلية النادرة والمهددة بالانقراض والقرود الذهبية. وهو موطن لخمسة من البراكين الثمانية لجبال فيرونغا (كاريسمبي، بيسوكي، موهابورا، جاهينجا، سابينيو). يمتد المنتزة على مساحة 160 كم مربع، وهو مغطى بالغابات المطيرة والخيزران. كان المنتزة مقر عالمة الحيوان ديان فوسي.

## التاريخ
تم حماية المكان لأول مرة في عام 1925 كمنطقة صغيرة يحدها كاريسمبي وبيسك ومايكينو، وتهدف هذه الحماية للمحافظة على الغوريلا من الصيادين. وكانت أول حديقة وطنية يتم إنشاؤها في إفريقيا. بعد ذلك في عام 1929 امتدت حدود الحديقة إلى رواندا والكونغو البلجيكي لتشكيل منتزه ألبرت الوطني، وهي منطقة ضخمة تبلغ مساحتها 8090 كم مربع، تديرها السلطات الاستعمارية البلجيكية التي كانت مسؤولة عن كلا المستعمرتين. في عام 1958 تم تطهير 700 هكتار من الحديقة لإقامة مستوطنة بشرية.
بين عام 1969 وعام 1973 تم تطهير 1050 هكتار من الحديقة لنمو نبات الإرثر.
أصبح المنتزة لاحقًا مقر لعالمة الطبيعة الأمريكية ديان فوسي لإجراء أبحاثها على الغوريلا. وصلت في عام 1967 وأنشأت مركز كاريسك للأبحاث بين كاريسمبي وفيسوك. منذ ذلك الحين قضت معظم وقتها في الحديقة، ويعود الفضل لها في إنقاذ الغوريلا من الانقراض من خلال لفت انتباه المجتمع الدولي إلى محنتهم. قُتلت على أيدي مهاجمين مجهولين في منزلها في عام 1985، وهي جريمة غالباً ما تُنسب إلى الصيادين الذين قضت حياتها في محاربتها. تم تصوير حياة فوسي في وقت لاحق على الشاشة الكبيرة في فيلم غوريلاز ذي ميست، الذي سمي على اسم سيرتها الذاتية. دفنت في المنتزة في قبر قريب من مركز البحوث.
أصبحت حديقة البراكين الوطنية ساحة معركة خلال الحرب الأهلية الرواندية، حيث تعرض مقر الحديقة لهجوم في عام 1992. تم التخلي عن مركز البحوث وتم إيقاف جميع الأنشطة السياحية بما في ذلك زيارة الغوريلا. لم يستأنف العمل في المنتزة مرة أخرى حتى عام 1999 عندما اعتبرت المنطقة آمنة وتحت السيطرة. كانت هناك عمليات تسلل عرضية من قبل المتمردين الروانديين من القوات الديمقراطية لتحرير رواندا في السنوات اللاحقة، لكن الجيش الرواندي كان يوقفها دائمًا وبشكل سريع.

## النباتات والحيوانات

### النباتات
تختلف النباتات بشكل كبير بسبب تفاوت الارتفاعات الكبيرة داخل المنتزة. هناك بعض الغابات الجبلية المنخفضة (الآن فقدت بسبب استعمالها في الزراعة). بين ارتفاع 2400 و2500 متر توجد غابة نيوبوتونيا، من ارتفاع 2500 إلى 3200 متر توجد غابة أرونديناريا ألبينا أو غابة الخيزران، وهي تغطي حوالي 30 ٪ من مساحة المنتزة. من 2600 إلى 3600 متر، على المنحدرات الأكثر رطوبة في الجنوب والغرب توجد غابة هاجينيا هايبريكيوم زالتي تغطي حوالي 30 ٪ من الحديقة، تتميز هذه الغابة بالغطاء النباتي الكثيف. من 3500 إلى 4200 متر توجد غابات لوبليا ولاستون ولانورينيسيس وسينيشيو إريشي روسيني وتغطي حوالي 25٪ من المنتزه. من 4300 إلى 4500 متر توجد المراعي الخضراء. كما توجد غابة ثانوية ومروج ومستنقعات وبحيرات صغيرة، لكن مساحتها الإجمالية صغيرة نسبيًا.

### الحيوانات
يشتهر المنتزة بالغوريلا الجبلية. تشمل الثدييات الأخرى: القرد الذهبي، والقرد الثنائي ذو الوجه الأسود، والجاموس، والضبع المرقط، وغزال الكاب بوشبوك، يقدر عدد هذه الغزلان بين 1760 - 1740 غزال. هناك بعض الفيلة في الحديقة على الرغم من أنها نادرة جدا الآن. هناك 178 نوعًا من الطيور المسجلة، منها 13 نوعًا على الأقل و16 نوعًا فرعيًا متوطنًا في جبال فيرونجا وروينزوري.